# Heligmonevra calceolaria
Heligmonevra calceolaria är en tvåvingeart som beskrevs av Scarbrough 2004. Heligmonevra calceolaria ingår i släktet Heligmonevra och familjen rovflugor.
Artens utbredningsområde är Thailand. Inga underarter finns listade i Catalogue of Life.